# Arctic (manzana)
Arctic, también conocida como  Arctic Apples®, es la marca registrada® de un grupo de manzanas patentadas, siendo el nombre dado a una serie de variedades cultivares de manzano (Malus domestica) que contienen un rasgo no marrón (cuando las manzanas están sujetas a daños mecánicos, como rebanar o magullar, la pulpa de la manzana permanece con su color original). Son organismos genéticamente modificados, producidos por la compañía canadiense « Okanagan Specialty Fruits » (Columbia Británica). Estas variedades contienen un carácter de no pardeamiento introducido por biotecnología. Específicamente el silenciamiento génico reduce la expresión de Polifenol oxidasa (PPO), retrasando así el inicio del pardeamiento. Es la primera manzana genéticamente modificada aprobada para la venta comercial. La Food and Drug Administration (FDA) de los Estados Unidos en 2015, y la Canadian Food Inspection Agency, del gobierno de Canadá en 2017, determinaron que las manzanas 'Arctic' son tan seguras y nutritivas como las manzanas convencionales. En 2019, se esperaban ventas de productos de la manzana 'Arctic' en los Estados Unidos, como evidencia de planes de ventas para foodservice.

## Procesos de autorización en Estados Unidos y Canadá
En Estados Unidos, estas manzanas, como cualquier alimento producido por biotecnología, deben ser aprobadas por el « Animal and Plant Health Inspection Service » "APHIS", (Servicio de Inspección de Sanidad Animal y Vegetal) adjunto al Departamento de Agricultura de los Estados Unidos (USDA), antes de que puedan comercializarse.
En Canadá, la « Canadian Food Inspection Agency » (CFIA) (Agencia Canadiense de Inspección de Alimentos) y « Health Canada » (Sanidad de Canadá) son responsables de la aprobación.
Los procedimientos de examen para estas variedades están en curso en ambos países en 2012, y no se puede comercializar ningún árbol antes de la aprobación oficial.
Si se autoriza, serían las primeras variedades de manzana genéticamente modificadas que se comercializarán en América del Norte.
Las manzanas « 'Arctic' » tuvieron un gran impacto en los medios cuando el CFIA publicó la solicitud de autorización de Okanagan en Canadá el 2 de mayo de 2012, suscitando comentarios públicos.
El USDA también publicó las 163 páginas de la solicitud de Okanagan para autorización en los Estados Unidos, también suscitaron comentarios Esto volvió a llamar la atención de los medios, comenzando con un artículo del "New York Times", titulado « That Fresh Look, Genetically Buffed » "Esa mirada fresca, genéticamente pulida", seguido de otros numerosos artículos.
Si se aprueba, se estima que las manzanas 'Artics' estarán en los supermercados de América del Norte no antes de 2014-2015.
En los Estados Unidos, el Servicio de Inspección de Sanidad Animal y Vegetal (APHIS) decidió desregular dos variedades de manzana 'Arctic Golden' y 'Arctic Granny' a partir del 18 de febrero de 2015 Se considera que estas variedades no representan ningún riesgo para la agricultura y el medio ambiente humano. Una tercera variedad, 'Arctic Fuji', fue autorizada el 23 de septiembre de 2016.
En Canadá, las dos variedades 'Arctic Golden Delicious' y 'Arctic Granny Smith' fueron aprobadas en marzo de 2015 por Health Canada y la Agencia Canadiense de Inspección de Alimentos (ACIA).